# Ormiscodes taglia
Ormiscodes taglia is een vlinder uit de familie van de nachtpauwogen (Saturniidae). De wetenschappelijke naam van de soort is voor het eerst geldig gepubliceerd in 1896 door William Schaus.